# Échemmon
Échemmon était un personnage légendaire de la mythologie grecque.

## Ascendance
Bien qu'il fût l'un des nombreux fils de Priam, on ignore qui était sa mère et donc s'il était un batard ou un prince troyen.

## Biographie
Il a participé à la guerre de Troie au cours de laquelle il a été fait prisonnier par Diomède mais fut l'un des rares Troyens ayant survécu au conflit.
Il est finalement tué par le devin Phinée après avoir tenté d'occire ce dernier.

## Postérité
L'astéroïde (11887) a été nommé d'après lui.